# Luna Córnea
Luna Córnea es una revista mexicana bilingüe cuatrimestral especializada en fotografía hecha por el Centro de la Imagen. Contiene artículos relacionados con esa disciplina, ya sean de conceptos, corrientes o análisis temáticos de la obra de fotógrafos y fotógrafas en su mayoría mexicanos. Algunos de sus números son publicados en un formato de libro.

## Historia
Debe su nombre a un artículo de Manuel Álvarez Bravo de 1934 publicado en Revista de revistas en donde al narrar los orígenes de la fotografía, describió como Girolamo Fabrizi d'Acquapendent había llamado al cloruro de plata «luna córnea». Su primer número fue publicado en el invierno de 1992. La revista se ha editado con diversas periodicidades a lo largo de su historia, se publicó de forma bianual hasta el número 30 de 2005. Entre 2007 y 2014 se publicó de forma anual y bienal. Entre 2015 y 2016 fue renombrada como Gaceta Luna Córnea como una publicación cuatrimestral y gratuita. En 2018, se retomó la publicación del formato original de Luna Córnea de revista/libro.

## Números
- 1 - «Manuel Álvarez Bravo y sus contemporáneos» - invierno 1992
- 2 - «Nuevas tecnologías» - primavera 1993
- 3 - «El retrato» - 1993
- 4 - «El cuerpo» - 1994
- 5 - «Naturaleza quieta» - 1994
- 6 - «Paisaje» - 1994
- 7 - «Nuevo México» - 1995
- 8 - «Ciudad de México» - 1995
- 9 - «Minoría de edad» - 1996
- 10 - «Fantasmas» - 1996
- 15 - «Trayectos» - 1998
- 16 - «Deportes» - 1998
- 17 - «La ceguera» - 1998
- 18 - «La máquina de narrar» - 1999
- 19 -«Tiempo» - 2000
- 20 - «Zoografías» - 2000
- 21/22 - «Del ångström al infinito» - 2000
- 23 - «Museos» - 2002
- 24 - «México cinema» - 2002
- 25 - «Intimidad expuesta» - 2002
- 26 - «Héctor García y su tiempo» - 2003
- 27 - «Lucha libre» - 2003
- 28 - «Ilusión» - 2004
- 29 - «Maravilla» - 2005
- 30  - «Esperpento» - 2005
- 31 - «Nacho López» - 2007
- 32 - «Gabriel Figueroa» - 2008
- 33 - «Viajes al Centro de la Imagen Vol. 1» - 2011
- 34 - «Viajes al Centro de la Imagen Vol. 2» - 2012-2013
- 35 - «Viajes al Centro de la Imagen III. Aproximaciones al fotoperiodismo mexicano» - 2014
- 36 - «Marco Antonio Cruz Relatos y posicionamientos / 1977–2017» - 2018